# Magazzini musicali
Magazzini musicali è stato un programma musicale, condotto da Melissa Greta Marchetto con Gino Castaldo, trasmesso ogni sabato pomeriggio dal 2 gennaio al 6 marzo 2021 su Rai 2 e in replica su Rai Radio 2 e Rai 4.

## La trasmissione
La trasmissione ospitava ogni settimana dei cantanti, che a volte si esibiscono, e a volte, invece, venivano intervistati. Durante la trasmissione venivano poi svelate le classifiche FIMI-Gfk, cioè la top 20 dei singoli più venduti, e quella dei 10 album più venduti. Venivano poi svelati dei consigli per gli ascolti e la playlist del programma.

## Sigla
La sigla è della band La Municipal.